# Ses Illetes
Ses Illetes es una playa situada en la isla de Formentera, en la comunidad autónoma de las Islas Baleares, España. Se encuentra situada en el tramo de costa norte de Formentera, en la punta de Es Trucadors. Está situada en el parque natural de las Salinas y pertenece a la parroquia de San Fernando de las Rocas.
El nombre proviene de la existencia de varios islotes y arrecifes situados frente a sus aguas. 
Situada a 4 km de la Savina, con servicios de autobuses, de trayectos marítimos y con una ruta para bicicletas, es una de las playas más frecuentadas de Formentera.
Las playas están orientadas a poniente, excepto los tramos de n'Adolf, es Primer, es Segon y es Tercer, que están abiertas tanto a poniente como levante. Las playas son dunares, formando un talud de arena fina con una pendiente suave. La profundidad a 50 metros de la playa es de 1,5 m. El fondo está cubierto de praderas posidonia, haciendo que el agua sea cristalina y un lugar indicado para practicar el submarinismo. Por su belleza y alto valor natural y paisajístico ha sido declarada Patrimonio de la Humanidad por la UNESCO. 
Además, está considerada la mejor playa de España, la segunda de Europa y la quinta del mundo.

## Galería

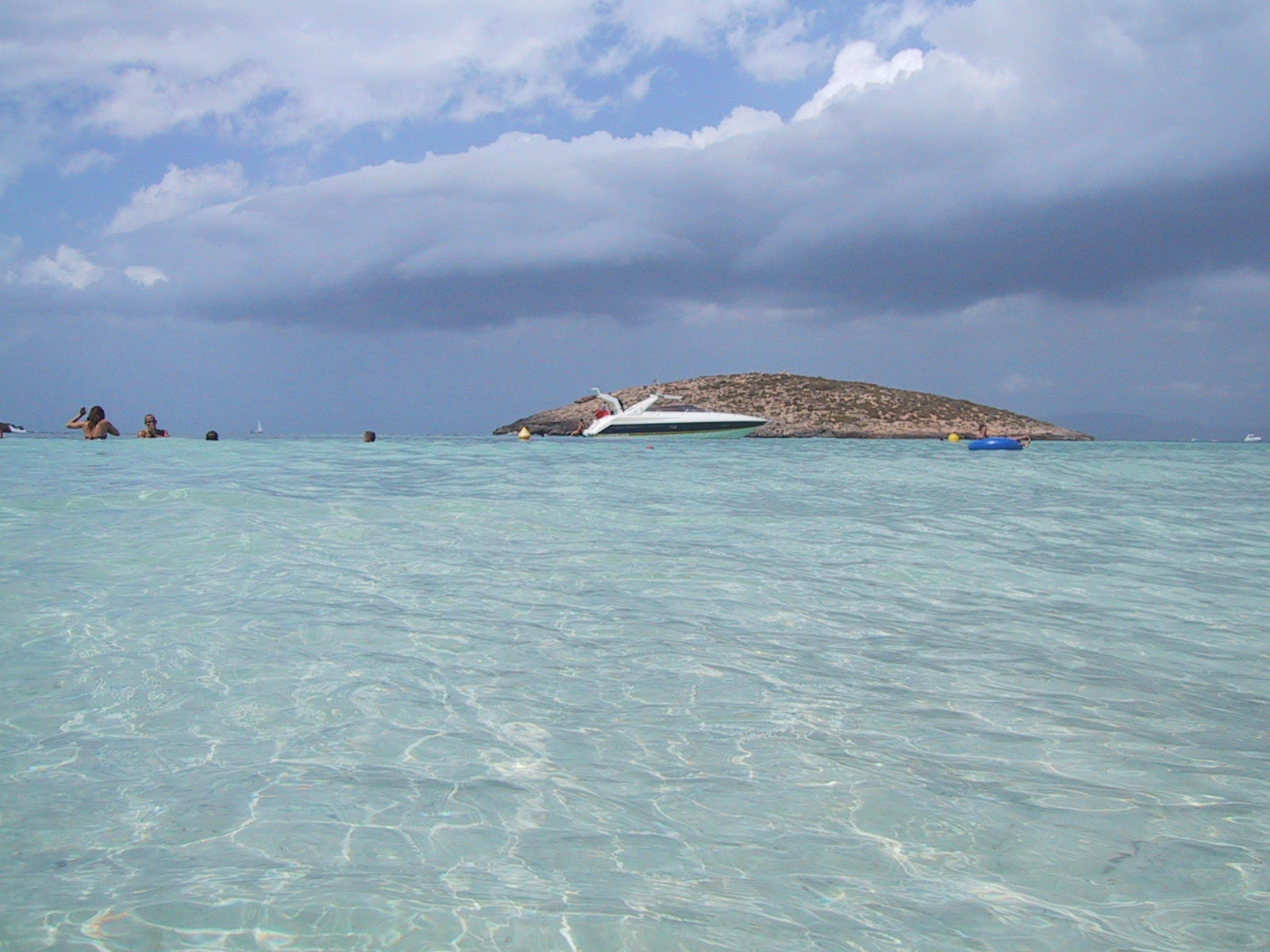
Illa Redona vista desde la playa de n'Adolf.
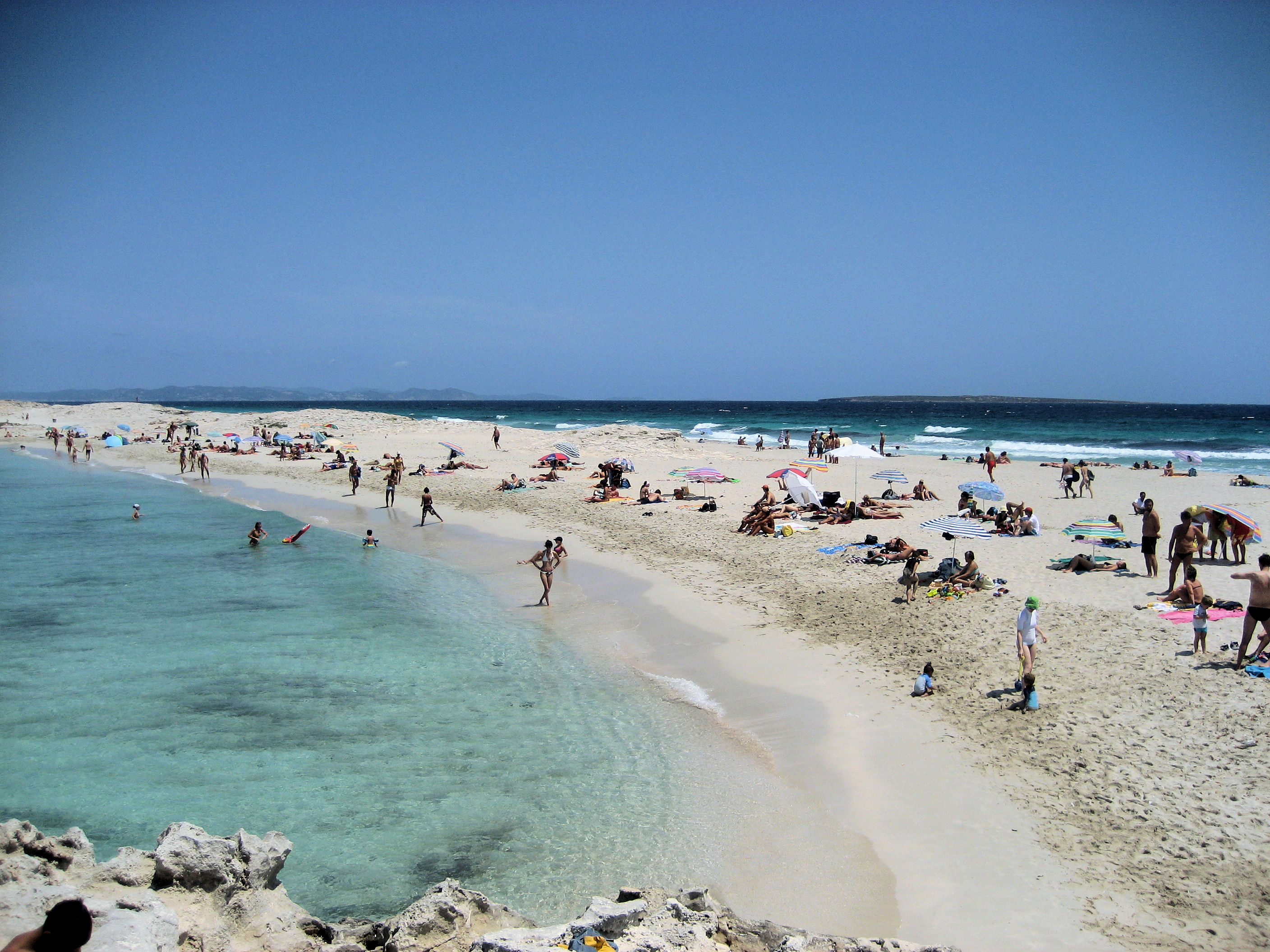
Playa del paso de n'Adolf del Nord, en la punta de Es Trucadors.